# Hans Kasper (Politiker)
Hans Kasper (* 17. Januar 1939 in Wismar; † 20. Januar 2023) war ein deutscher Politiker (SPD).

## Ausbildung und Beruf
Nach Volksschule und Gymnasium machte Kasper eine Verwaltungslehre. Die anschließende Ausbildung für den gehobenen Dienst in der allgemeinen inneren Verwaltung schloss er als Diplom-Verwaltungswirt (FH) ab. Nach einem Studium an der Verwaltungs- und Wirtschaftsakademie des Saarlandes war er bei der Oberfinanzdirektion Saarbrücken beschäftigt.

## Politik
Das SPD-Mitglied gehörte dem Bonner Parteirat und dem Landesvorstand der SPD Saar an. Zudem war er Vorsitzender des SPD-Unterbezirks Merzig-Wadern.
Mitglied des saarländischen Landtags war Kasper von der sechsten bis zur elften Legislaturperiode (1970–1999). In den Kabinetten Lafontaine I und Lafontaine II (1985–1994) war Kasper saarländischer Finanzminister und stellvertretender Ministerpräsident. Danach übte er bis zum Jahr 1999 das Amt des Landtagspräsidenten aus.

## Persönliches
Kasper war römisch-katholisch, verheiratet, hatte zwei Kinder und wohnte in Wadern, wo er auch viele Jahre kommunalpolitisch tätig war.